# Rio de Agrela
O rio de Agrela ou rio de Várzea no seu percurso inicial, é um pequeno curso de água português, afluente do Ave que nasce na localidade de Pedralva e desagua no rio Ave perto de Caldelas.